# Vera Schmiterlöw
Alice Vera Cecilia Charlotta Schmiterlöw, född 19 juli 1904 i Varberg, död 9 september 1987 i Högalids församling i Stockholm, var en svensk skådespelare.

## Biografi
Schmiterlöw studerade vid Dramatens elevskola 1921–1924. Hon filmdebuterade 1920 i Gustaf Molanders Bodakungen. Åren 1927–1932 var hon huvudsakligen verksam i Tyskland och medverkade där i ett 20-tal filmer. Hon lämnade Tyskland i protest mot de antisemitiska strömningar som började anas på 30-talet.
En livslång vänskap mellan Greta Garbo och Schmiterlöw grundlades medan de gick på scenskolan. På Krigsarkivet i Stockholm finns originalbreven från Garbo till vännen i Sverige.
Schmiterlöw var dotter till majoren Edvard Schmiterlöw och hans första hustru Alice Bexell. Hon var äldre halvsyster till konstnärerna Bertram Schmiterlöw (1920–2002) och Christer Schmiterlöw (1926–1995).
Vera Schmiterlöw är begravd på Bromma kyrkogård i Stockholms län.

## Filmografi i urval
- 1920 – Bodakungen
- 1922 – Thomas Graals myndling
- 1923 – Andersson, Pettersson och Lundström
- 1924 – 33.333
- 1924 – När millionerna rulla
- 1925 – Styrman Karlssons flammor
- 1925 – En afton hos Gustaf III på Stockholms slott
- 1926 – Hon, han och Andersson
- 1926 – Mordbrännerskan
- 1927 – Drottningen av Pellagonien
- 1931 – En kvinnas morgondag
- 1969 – Håll polisen utanför (TV-serie)
- 1972–1973 – Ett resande teatersällskap (TV-serie)
- 1975 – Släpp fångarne loss – det är vår!

## Teater

### Roller (ej komplett)
| År   | Roll                    | Produktion                                                                    | Regi             | Teater                  |
| ---- | ----------------------- | ----------------------------------------------------------------------------- | ---------------- | ----------------------- |
| 1922 | Victorie, tjänsteflicka | Duvals skilsmässa Alexandre Bisson och Antony Mars                            | Gustaf Linden    | Dramaten                |
| 1922 | En proverska            | Äventyret Gaston Arman de Caillavet och Robert de Flers                       | Karl Hedberg     | Dramaten                |
| 1922 | Marta                   | Stulen lycka Giuseppe Giacosa                                                 | Tore Svennberg   | Dramaten                |
| 1923 | Första kammarjungfrun   | Vägen till Dover A. A. Milne                                                  | Karl Hedberg     | Dramaten                |
| 1923 | Fru de Ligneray         | Äventyret Gaston Arman de Caillavet och Robert de Flers                       | Karl Hedberg     | Dramaten                |
| 1923 | Fru Wahrendorff         | Sköldpaddskammen Richard Kessler                                              | Karl Hedberg     | Dramaten                |
| 1923 | Lady Agatha Lasenby     | Den beundrandsvärde Crichton J. M. Barrie                                     | Karl Hedberg     | Dramaten                |
| 1923 | En jungfru              | Värdshuset Råbocken Oliver Goldsmith                                          | Olof Molander    | Dramaten                |
| 1924 | Gwendoline              | Mister Ernest Oscar Wilde                                                     | Gustaf Linden    | Dramaten                |
| 1924 |                         | Ebberöds bank Axel Breidahl och Axel Frische                                  | Sigurd Wallén    | Södra Teatern           |
| 1925 |                         | Bulldoggen Sapper (pseudonym för H. C. McNeile)                               | Ragnar Widestedt | Vasateatern             |
| 1925 |                         | Fröken X, Box 1742 Cyril Harcourt                                             | Rune Carlsten    | Djurgårdsteatern        |
| 1926 | Annie Sjöberg           | Dagens hjälte Carlo Keil-Möller                                               | Rune Carlsten    | Södra Teatern           |
| 1926 | Angeline                | Borgmästarinnan Maurice Hennequin och Pierre Veber                            | Albert Ranft     | Vasateatern             |
| 1930 | Lottie                  | God morgon, Bill P.G. Wodehouse och Ladislaus Fodor                           | Gösta Cederlund  | Komediteatern           |
| 1931 |                         | Nunnornas barn Gregorio Martínez Sierra                                       | Sandro Malmquist | Konserthusteatern       |
| 1932 | Emilie Högqvist         | Den förste Bernadotte Herbert Grevenius                                       | Per Lindberg     | Konserthusteatern       |
| 1932 | Första damen            | Kanske en diktare Ragnar Josephson                                            | Gösta Ekman      | Vasateatern             |
| 1932 | Helga Anthon            | Mästerkatten i stövlarna (Markis'en af Carabas) Palle Rosenkrantz             | Gösta Ekman      | Vasateatern             |
| 1932 | Ann                     | Broadway Philip Dunning och George Abbott                                     | Mauritz Stiller  | Vasateatern             |
| 1932 |                         | Adam och Evorna Sigurd Hoel och Helge Krog                                    | Gösta Ekman      | Folkteatern             |
| 1932 |                         | I de bästa familjer (In The Best Of Families) Anita Hart och Maurice Braddell | Gösta Ekman      | Gösta Ekmans Folkteater |
| 1933 |                         | Charleys tant Brandon Thomas                                                  |                  | Folkteatern             |
| 1933 |                         | I de bästa familjer (In The Best Of Families) Anita Hart och Maurice Braddell | Gösta Ekman      | Vasateatern             |
| 1938 | Prinsessan Tamara       | Kvinnorna Clare Boothe Luce                                                   | Rune Carlsten    | Dramaten                |
| 1943 | Odile de Marsot         | Jag har rätt att älska (La femme en fleur) Denys Amiel                        | Per-Axel Branner | Nya Teatern\|-          |
| 1948 | Lady Saltburn           | Fröjd för stunden (Present Laughter) Noël Coward                              | Per-Axel Branner | Nya Teatern             |
| 1950 | Emily Caroline Brent    | Tio små niggerpojkar Agatha Christie                                          | Börje Mellvig    | Riksteatern             |
| 1951 |                         | Markens gud Paul Green                                                        | Börje Mellvig    | Riksteatern             |
| 1957 | Fru Ulfstjerna          | Johan Ulfstjerna Tor Hedberg                                                  | Sandro Malmquist | Riksteatern             |
| 1958 |                         | Järnvattnet i Madrid Lope de Vega                                             | Sandro Malmquist | Riksteatern             |
| 1962 | Frau Fahrenkopf         | Iguanans natt Tennessee Williams                                              | Per Gerhard      | Vasateatern             |
| 1966 | Madame Durand-Bénéchol  | Kaktusblomman Pierre Barillet och Jean-Pierre Grédy                           | Per Gerhard      | Vasateatern             |
| 1973 | Madame Durand-Bénéchol  | Kaktusblomman Pierre Barillet och Jean-Pierre Grédy                           | Per Gerhard      | Vasateatern             |
| 1975 | Paulina                 | No, No, Nanette Vincent Youmans, Otto Harbach, Frank Mandel och Irving Caesar | Isa Quensel      | Oscarsteatern           |